# Jeff Morris
Pour les articles homonymes, voir Morris.
Jeff Morris, né le 20 septembre 1934 à St. Joseph dans le Missouri et mort le 12 juillet 2004 à Los Angeles en Californie, est un acteur américain. Il est notamment connu pour le rôle de "Bob", le propriétaire du bar country "Bob's Country Bunker", dans Les Blues Brothers. Il reprit ce rôle 18 ans plus tard dans Blues Brothers 2000.

## Biographie
Né dans le Missouri, Il fut élevé à Lubbock au Texas. Après le lycée, il est allé à Hollywood et a fait son chemin dans le cinéma. Pour sa première apparition au cinéma, il joue l'un des frères de Clyde Barrow dans le film policier The Bonnie Parker Story. Il a ensuite eu des rôles dans de nombreux films de guerre, dont celui du soldat Cowboy dans De l'or pour les braves et à la télévision dans des westerns comme Les Aventuriers du Far West (dans le rôle de Morgan Earp (en)) et Bonanza. Dans la comédie Les Blues Brothers de John Landis, il tient un petit rôle, celui de "Bob", le propriétaire du bar country "Bob's Country Bunker". Il reprend ce rôle 18 ans plus tard dans Blues Brothers 2000.
Il meurt d'un cancer en 2004 à l'âge de 69 ans et repose au Westwood Village Memorial Park Cemetery de Los Angeles.

## Filmographie partielle

### Au cinéma
- 1958 : The Bonnie Parker Story de William Witney
- 1959 : Fais Ta Prière... Tom Dooley (The Legend of Tom Dooley) de Ted Post)
- 1962 : Un direct au cœur de Phil Karlson
- 1970 : De l'or pour les braves (Kelly's Heroes) de Brian G. Hutton
- 1977 : L'Épreuve de force (The Gauntlet) de Clint Eastwood
- 1978 : En route vers le sud (Goin' South) de Jack Nicholson
- 1980 : Les Blues Brothers (The Blues Brothers) de John Landis
- 1982 : Police frontière (The Border) de Tony Richardson
- 1987 : Ironweed de Héctor Babenco
- 1990 : The Two Jakes de Jack Nicholson
- 1995 : Crossing Guard (The Crossing Guard) de Sean Penn
- 1998 : Blues Brothers 2000 de John Landis
- 2003 : Self Control (Anger Management) de Peter Segal

### À la télévision
- 1964 – 1969 : Les Aventuriers du Far West
- 1968 – 1972 : Bonanza